# Onthophagus verae
Onthophagus verae é uma espécie de inseto do género Onthophagus, família Scarabaeidae, ordem Coleoptera.
Foi descrita cientificamente por Josso em 2013.